# Уманська загальноосвітня школа №4
Уманська гімназія №4 Уманської міської ради Черкаської області — загальноосвітній заклад повної середньої освіти в місті Умань Черкаської області.

## Історія
Школа заснована у 1917 році та розпочала роботу в теперішній будівлі педагогічного коледжу. У 1921 році школу переведено у будівлю на вулиці Малофонтанній, яка належала управляючому землями місцевого поміщика, що проживав у Парижі. У 1923 році школі присвоєно ім'я М.М. Коцюбинського.
Після Другої світової навчання почали вести російською мовою. І тільки в після 1991 роу школа знову стала українською.

## Будівля школи
Будівля Уманської загальноосвітньої школи №4 — велика триповерхова споруда з округлими баштами і просторим внутрішнім двором. Вона виділяється серед невеликих приватних садиб навколо.
Звели будинок у 1900 році як прибутковий. Він належав управляючому землями місцевого поміщика, що проживав у Парижі. Його кімнати здавалися в оренду заможним родинам.
У 1918-1920 роках в будівлі функціонував інший навчальний заклад – польська школа. У 1921 році сюди перевели школу №4.
В роки німецької окупації (1941-1944 рр.) в будівлі знаходилася біржа праці.
Після Другої світової війни школа №4 повернулась у стіни будівлі.

## Розташування
Розташована в районі педагогічного університету та дендропарку «Софіївка».

## Матеріально-технічна база
- Кількість класних кімнат — 19.
- Спеціалізовані кабінети — 2 інформатики, біології, географії, фізики, хімії, 2 іноземної мови, 3 майстерні.
- Робочі місця, обладнані ПК — 21.
- Інтерактивний комплекс.
- Спортивна зала.
- Їдальня.[2]

Школа обладнана системами водопостачання та водовідведення, автономною системою опалення.

## Педагогічні кадри
До складу кадрового педагогічного складу навчального закладу входить 41 вчитель та допоміжних педагогічних працівників, з яких 12 осіб — спеціалісти вищої категорії.

## Навчально-виховний процес
У школі навчаються 465 учнів. Мова здійснення навчально-виховного процесу — українська. Як іноземні вивчаються англійська та німецька.